# Bladmyran och Granskogen
Bladmyran och Granskogen är ett naturreservat i Gävle kommun öster om Hillesjön.
Naturreservatet bildades 1996 och hette då Bladmyrans naturreservat, men utökades 2006 till att omfatta ett område några hundra meter öster därom, Granskogen. Genom privat donation hade området redan tidigare skyddats.
Bladmyran var ursprungligen en slåttermyr, men har numera växt igen till ett klippalkärr med inslag av björk, ask och enstaka lindar. Runt kärret växer gammal mossig granskog. Genom kalkförekomst är reservatet rikt på ovanliga växter. Uti i kärret växer gullpudra, korallrot, slokstarr, klubbstarr samt tagelstarr. Här finns även den sällsynta knottblomster.
I den omgivande skogen växer vårärt och orkidéerna tvåblad och skogsnycklar. Den stora tillgången på gamla lövträd har gjort Bladmyran till ett populärt tillhåll för hackspettar, särskilt gråspett förekommer rikligt i reservatet.